# Anchieta (Santa Catarina)
Anchieta è un comune del Brasile nello Stato di Santa Catarina, parte della mesoregione dell'Oeste Catarinense e della microregione di São Miguel do Oeste.

## Storia
Il nome viene dal padre gesuita spagnolo José de Anchieta, noto come l'Apostolo del Brasile.
La colonizzazione ebbe luogo ad opera di coloni italiani (la popolazione ha a tutt'oggi origine sostanzialmente italiana) venuti dal municipio di Frederico Westphalen, nello Stato del Rio Grande do Sul. Come tradizione, essa venne segnata da una messa all'aperto, nell'occasione celebrata dai padri Pedro Rubio e Afonso Correia.
La colonizzazione ebbe successo, tanto che la comunità venne costituita in municipio, già il 23 marzo 1963. È oggi un ricco borgo agricolo.